# Kodiak (miasto)
Kodiak – miasto w Stanach Zjednoczonych, w stanie Alaska, siedziba okręgu Kodiak Island, na wyspie Kodiak.

## Demografia
W 2008 liczyło 6164 mieszkańców. W 2023 liczba mieszkańców spadła do 5354 osób, a gęstość zaludnienia do 442,5 osoby/km².